# Формула Лейбніца для визначників
Формула Лейбніца виражає визна́чник квадратної матриці
{\displaystyle A=(a_{ij})_{i,j=1,\dots ,n}}
через перестановки елементів матриці. Для n×n матриці формула така
{\displaystyle \det(A)=\sum _{\tau \in S_{n}}\operatorname {sgn}(\tau )\prod _{i=1}^{n}a_{i,\tau (i)}=\sum _{\sigma \in S_{n}}\operatorname {sgn}(\sigma )\prod _{i=1}^{n}a_{\sigma (i),i},}
де sgn — парність перестановки у групі перестановок Sn, яка повертає +1 і −1 для парних і непарних, відповідно.
Інший поширений запис цієї формули із використанням символу Леві-Чивіти і нотації Ейнштейна
{\displaystyle \det(A)=\epsilon ^{i_{1}\cdots i_{n}}{a}_{1i_{1}}\cdots {a}_{ni_{n}},}
може бути більш знайомим для фізиків.
Пряме обчислення формули Лейбніца з означення потребує {\displaystyle \Omega (n!\cdot n)} дій, тобто кількість операцій асимптотично пропорційна до n факторіал — бо n! це число перестановок порядку n. Це непрактично складно для великих n. Натомість, визначник можна обчислити за O(n3) дій, використовуючи LU розклад матриці {\displaystyle A=LU} (зазвичай через метод Гауса або подібний), в цьому випадку {\displaystyle \det A=(\det L)(\det U)} а визначники трикутних матриць L і U є просто добутками їх діагональних елементів. (Однак, у практичному застосуванні чисельної лінійної алгебри, явний розрахунок визначника необхідний рідко.)